# Rhyne Howard
Pour les articles homonymes, voir Howard.
Rhyne Howard est une joueuse américaine de basket-ball, née le 29 avril 2000 à Chattanooga dans le Tennessee.

## Biographie

### Carrière universitaire
Joueuse lycéenne du lycée Bradley Central de Cleveland dans le Tennessee, Rhyne Howard ne s'illustre pas particulièrement et n’est pas sélectionnée dans les meilleures équipes de la saison. Recrutée par les Wildcats du Kentucky, l’ailière montre qu’elle est une joueuse de talent. Lors de sa première saison universitaire, Howard est la meilleure marqueuse de points (16,4 points par match) et rebondeuse (6,6 par match) des Wildcats. Elle est désignée comme joueuse débutante de l'année de la conférence SEC et dans le cinq majeur de la conférence. Sa deuxième saison confirme son talent avec un titre de joueuse de l'année de la SEC et une moyenne de 23,4 points par rencontre. Internationale américaine, Howard est désignée meilleure joueuse du tournoi des Amériques de la FIBA des moins de 18 ans en 2018 et dans le cinq majeur de la Coupe du monde des moins de 19 ans de la FIBA en 2019. Pour sa troisième saison à l’université, elle remporte son deuxième titre consécutif de meilleure joueuse de la SEC. Après une dernière saison universitaire terminée avec 20,5 points et 7,4 rebonds par match, elle conclut sa carrière avec les Wildcats comme la deuxième marqueuse de points de l'université derrière Valerie Still (en).

### Carrière professionnelle

#### Saison 2022
Rhyne Howard est sélectionnée en première position lors de la draft WNBA 2022 par le Dream d'Atlanta. Pour pouvoir recruter Howard, Atlanta acquiert le choix de sélection aux Mystics de Washington en échange des troisième, quatorzième choix de la draft 2022 et le droit de choisir le choix de premier tour le plus favorable des deux équipes en 2023. Dès ses débuts dans la ligue, la jeune joueuse impressionne en étant la meilleure marqueuse de points de son équipe et se montre comme la meilleure débutante de la saison. Première débutante à remporter la récompense de joueuse de la semaine dès sa première semaine dans la ligue, elle est la sixième joueuse de la WNBA à marquer plus de 80 points lors de ses quatre premiers matchs en carrière. Elle est sélectionnée pour le All-Star Game et élue rookie de l'année.

## Statistiques

### États-Unis

#### Université
| Gras/Meilleures performances | [ 9 ] |

| Saison                    | Équipe                    | Matchs | Titul. | Min./m | % Tir | % 3pts | % LF | Rbds/m. | Pass/m. | Int/m. | Ctr/m. | Pts/m. |
| ------------------------- | ------------------------- | ------ | ------ | ------ | ----- | ------ | ---- | ------- | ------- | ------ | ------ | ------ |
| 2018-2019                 | Wildcats du Kentucky      | 32     | 32     | 30,9   | 44,6  | 38,7   | 67,6 | 6,6     | 2,3     | 2,1    | 0,7    | 16,4   |
| 2019-2020                 | Wildcats du Kentucky      | 27     | 27     | 31,2   | 43,3  | 38,2   | 79,1 | 6,5     | 2,4     | 2,3    | 1,1    | 23,4   |
| 2020-2021                 | Wildcats du Kentucky      | 24     | 24     | 34,8   | 44,4  | 37,3   | 77,9 | 7,3     | 3,8     | 2,5    | 0,8    | 20,7   |
| 2021-2022                 | Wildcats du Kentucky      | 31     | 31     | 35,2   | 44,1  | 38,3   | 80,8 | 7,4     | 3,3     | 2,3    | 1,3    | 20,5   |
| Total : moyenne par match | Total : moyenne par match |        |        | 33,0   | 44,0  | 38,2   | 77,2 | 6,9     | 2,9     | 2,3    | 1,0    | 20,1   |
| Totaux                    | Totaux                    | 114    | 114    | 3 758  | 790   | 284    | 426  | 523     | 334     | 262    | 109    | 2 290  |

#### WNBA
| Recrue/rookie de la saison | Leader de la ligue | Gras/Meilleures performances | [ 10 ] |

| Saison                    | Équipe                    | Matchs | Titul. | Min./m | % Tir | % 3pts | % LF | Rbds/m. | Pass/m. | Int/m. | Ctr/m. | Pts/m. |
| ------------------------- | ------------------------- | ------ | ------ | ------ | ----- | ------ | ---- | ------- | ------- | ------ | ------ | ------ |
| 2022                      | Atlanta                   | 34     | 34     | 31,4   | 36,1  | 34,3   | 79,2 | 4,5     | 2,8     | 1,6    | 0,8    | 16,2   |
| Total : moyenne par match | Total : moyenne par match |        |        | 31,4   | 36,1  | 34,3   | 79,2 | 4,5     | 2,8     | 1,6    | 0,8    | 16,2   |
| Totaux                    | Totaux                    | 34     | 34     | 1 066  | 184   | 85     | 99   | 154     | 96      | 53     | 26     | 552    |

## Distinctions personnelles
- Sélectionnée au WNBA All-Star Game : 2022, 2023
- Rookie de l'année de la saison 2022